# 토론토 증권거래소

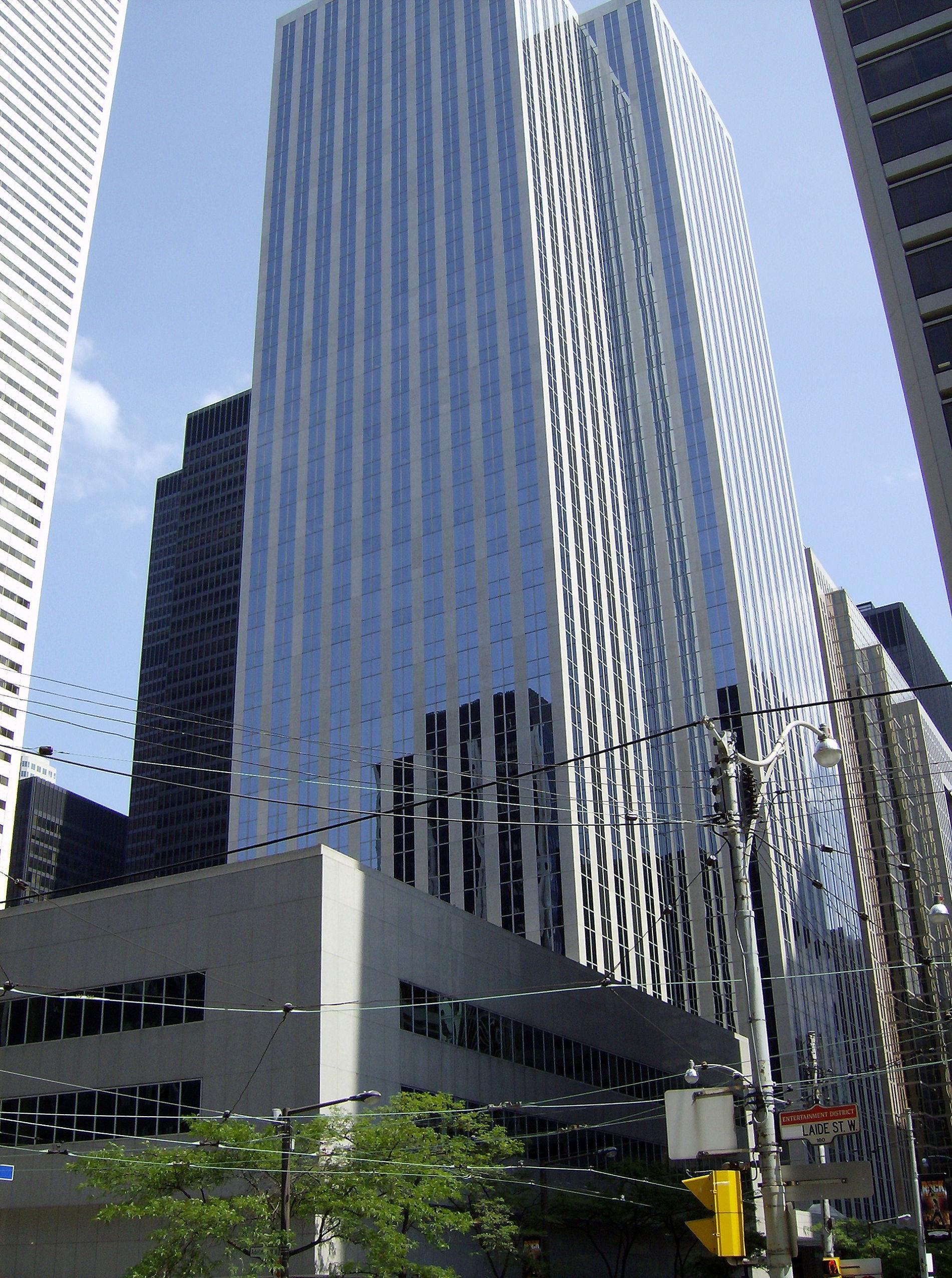

토론토 증권거래소(The Toronto Stock Exchange, TSX)는 주가 총액으로 세계에서 일곱째, 북미에서 셋째, 캐나다에서는 가장 큰 증권거래소이다.
캐나다 온타리오주 토론토에 있으며, TSX Group(티에스엑스 그룹)이 경영하고 있다. 캐나다 국내 기업들 뿐 아니라 미국 등 다른 나라 기업들의 주식도 상장되어있다. 전 세계 어느 증권거래소보다 많은 광업, 석유산업 기업들이 등록되어 있어 이 분야를 이끌고 있다.

## 거래 시간
주식 거래는 아침 9시 30분에 시작해서 오후 4시에 끝난다. 시간 외 거래 시간은 오후 4시 15분부터 5시까지다. 월요일부터 금요일까지 장을 열며, 토요일, 일요일, 공휴일에는 쉰다.

## 같이 보기
- 주가 지수